# Plaques de matrícula de l'Illa del Príncep Eduard

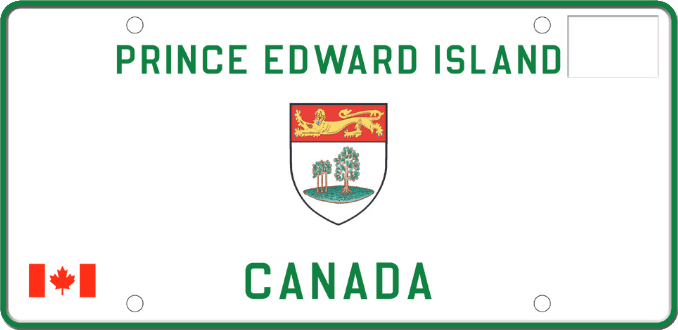
Model actual de matrícula introduït el 2023 en la seva versió anglesa.

Les plaques de matrícula dels vehicle de l'Illa del Príncep Eduard es componen des del 2022 d'un sistema aleatori de combinació alfanumèrica formada per sis caràcters, ordenats en dos grups de tres xifres i tres lletres, separats per l'escut de la província (ex. 123  ABC). Els caràcters són en relleu de color verd sobre un fons blanc reflectant, centrat a la part superior hi ha el nom de la província "PRINCE EDWARD ISLAND" o "ÎLE-DU-PRINCE-ÉDOUARD" i a la inferior "CANADA" també en verd, mentre que a l'esquerra hi ha la bandera nacional canadenca.
Les plaques són emeses pel govern de la província i només és obligatori portar-les al darrere del vehicle.

## Història
El govern provincial va começar a exigir per primer cop que els residents registressin els seus vehicles de motor i mostressin matrícules a partir del 1913.
Tot i que el 1956, el Canadà i els Estats Units d'Amèrica van arribar a un acord amb l'Associació Americana d'Administradors de Vehicles de Motor, l'Associació de Fabricants d'Automòbils i el Consell Nacional de Seguretat en que es concretava una mida única de les plaques de vehicles de passatgers a 150 mm per 300 mm (6 per 12 polzades), amb forats per poder-les muntar espaiats 180 mm (7 polzades), la província de l'Illa del Príncep Eduard ja va introduir aquestes plaques estandaritzades el 1950.

### Models de 1917 fins 1961
| Imatge | Data d'expedició | Disseny | Lema                                | Combinació utilitzada | Notes |
| ------ | ---------------- | --- | ----------------------------------- | --------------------- | --- |
|        | 1917             | Caràcters en negre sobre fons crabassa. "PEI" en vertical a la dreta.                                                             | Sense lema.                         | 1234                  | Placa de porcellana.                                                                                             |
|        | 1918             | Caràcters en blanc sobre fons verd. "PEI" en vertical a la dreta.                                                                 | Sense lema.                         | 1234                  | Placa de porcellana amb mides 6" x 13" (15,24 x 33,02 cm)                                                        |
|        | 1919             | Caràcters en blau fosc sobre fons blau cel. "PEI" en vertical a la dreta.                                                         | Sense lema.                         | 1234                  | La placa és de porcellana amb mides 6" x 10" (15,24 x 25,4 cm)                                                   |
|        | 1920             | Caràcters en blanc sobre fons verd. "PEI" en vertical a la dreta.                                                                 | Sense lema.                         | 1234                  | Primera placa amb els caràcters en relleu. Canvia la mida a 6" x 12,5" (15,24 x 30,48 cm)                        |
|        | 1921             | Caràcters en blanc sobre fons negre. "PEI" en vertical a la dreta.                                                                | Sense lema.                         | 1-234                 | |
|        | 1922             | Caràcters en carabassa sobre fons negre. "PEI" en vertical a la dreta.                                                            | Sense lema.                         | 1-234                 | |
|        | 1923             | Caràcters en blanc sobre fons negre. "P.E.I. 1923" a l'esquerra.                                                                  | Sense lema.                         | 1-234                 | Primera placa amb l'any. Canvi de mides a 5 1/2" x 13 1/2" (13,97 x 34,29 cm)                                    |
|        | 1924             | Caràcters en negre sobre fons verd clar. "P.E.I. 1924" a l'esquerra.                                                              | Sense lema.                         | 1-234                 | Es redueixen les mides a 5 1/2" x 13" (13,97 x 33,02)                                                            |
|        | 1925             | Caràcters en vermell sobre fons blanc. "P.E.I." en vertical a l'esquerra i "1925" a la dreta.                                     | Sense lema.                         | 1-2345                | S'allarga la mida de la placa a 5 1/2" x 14" (13,97 x 35,56)                                                     |
|        | 1926             | Caràcters en blanc sobre fons vermell. "P.E. ISLAND" a baix i "1926" en vertical a la dreta.                                      | Sense lema.                         | 1-234                 | |
|        | 1927             | Caràcters en carabassa sobre fons blau marí. "PRINCE EDWARD ISLAND" a l'esquerra i "CANADA 1927" a baix.                          | Sense lema.                         | 1-234                 | Primera placa amb el nom complet de la província.                                                                |
|        | 1928             | Caràcters en blanc sobre fons verd. "PRINCE EDWARD ISLAND" a baix i "1928" en vertical a la dreta.                                | "SEED POTATOES FOXES" a l'esquerra. | 1-234                 | |
|        | 1929             | Caràcters en carabassa sobre fons negre. "PRINCE EDWARD ISLAND" a baix i "1929" en vertical a la dreta.                           | "GARDEN OF THE GULF" a l'esquerra.  | 1-234                 | |
|        | 1930             | Caràcters en verd sobre fons blanc. "PRINCE EDWARD ISLAND" a baix i "1930" en vertical a la dreta.                                | "GARDEN OF THE GULF" a l'esquerra.  | 1-234                 | |
|        | 1931             | Caràcters en blanc sobre fons granat. "PRINCE EDWARD ISLAND" a baix i "31" en vertical a la dreta.                                | Sense lema.                         | 1-234                 | Es torna a reduir la mida de la placa a 5 1/2" x 13" (13,97 x 33,02)                                             |
|        | 1932             | Caràcters en blanc sobre fons verd. "PRINCE EDWARD ISLAND" a baix i "32" en vertical a la dreta.                                  | Sense lema.                         | 1-234                 | Es torna a reduir la mida a 5 1/2" x 12 1/2" (13,97 x 31,75)                                                     |
|        | 1933             | Caràcters en blanc sobre fons porpra. "PRINCE EDWARD ISLAND" a baix i "1933" en vertical a la dreta.                              | Sense lema.                         | 1-234                 | |
|        | 1934             | Caràcters en carabassa sobre fons negre. "PRINCE EDWARD ISLAND" a baix i "1934" en vertical a la dreta.                           | Sense lema.                         | 1-234                 | |
|        | 1935             | Caràcters en negre sobre fons carabassa. "PRINCE EDWARD ISLAND" a dalt i "1935" en vertical a la dreta.                           | Sense lema.                         | 1-234                 | |
|        | 1936             | Caràcters en blanc sobre fons negre. "PRINCE EDWARD ISLAND" a baix i "1936" en vertical a la dreta.                               | Sense lema.                         | 1-234                 | |
|        | 1937             | Caràcters en negre sobre fons blanc. "PRINCE EDWARD ISLAND" a dalt i "1937" en vertical a la dreta.                               | Sense lema.                         | 1-234                 | |
|        | 1938             | Caràcters en platejat sobre fons verd fosc. "PRINCE EDWARD ISLAND" a dalt, l'escut provincial i "1938" a l'esquerra.              | Sense lema.                         | 1-234                 | Primera placa amb l'escut provincial.                                                                            |
|        | 1939             | Caràcters en verd sobre fons gris. "PRINCE EDWARD ISLAND" a baix, l'escut provincial i "1939" a l'esquerra.                       | Sense lema.                         | 1-234                 | |
|        | 1940             | Caràcters en blanc sobre fons negre. "PRINCE EDWARD ISLAND" a dalt, l'escut provincial i "1940" a l'esquerra.                     | Sense lema.                         | 1-234                 | |
|        | 1941             | Caràcters en negre sobre fons carabassa. "PRINCE EDWARD ISLAND" a baix, l'escut provincial i "1941" a l'esquerra.                 | Sense lema.                         | 1-234                 | |
|        | 1942             | Caràcters en platejat sobre fons verd. "PRINCE EDWARD ISLAND" a dalt, l'escut provincial i "1942" a l'esquerra.                   | Sense lema.                         | 1-234                 | |
|        | 1943-44          | Caràcters en blanc sobre fons negre. "PRINCE EDWARD ISLAND" a baix, l'escut provincial i "1943" a l'esquerra.                     | Sense lema.                         | 1-234                 | Revalidada pel 1944 amb un adhesiu al parabrises, degut a l'aprofitament de metall per la segona Guerra Mundial. |
|        | 1945             | Caràcters en negre sobre fons groc. "PRINCE EDWARD ISLAND" a baix, l'escut provincial i "1945" a l'esquerra.                      | Sense lema.                         | 1-234                 | |
|        | 1946             | Caràcters en groc sobre fons negre. "PRINCE EDWARD ISLAND" a dalt, l'escut provincial i "1946" a l'esquerra.                      | Sense lema.                         | 1-234                 | |
|        | 1947             | Caràcters en blanc sobre fons negre. "PRINCE EDWARD ISLAND" a baix, l'escut provincial i "1947" a l'esquerra.                     | Sense lema.                         | 1-234                 | |
|        | 1948             | Caràcters en negre sobre fons platejat. "PRINCE EDWARD ISLAND" a baix, l'escut provincial i "1948" a l'esquerra.                  | Sense lema.                         | 1-234                 | |
|        | 1949             | Caràcters en blanc sobre fons blau marí. "PRINCE EDWARD ISLAND" a baix, l'escut provincial i "1949" a l'esquerra.                 | Sense lema.                         | 1-234                 | |
|        | 1950             | Caràcters en blau sobre fons blanc. "PRINCE EDWARD ISLAND" a baix, l'escut provincial i "1950" a l'esquerra.                      | Sense lema.                         | 1-234 / 12345         | Primera placa amb les mides estandaritzades a 6" x 12" (15,24 x 30,48 cm)                                        |
|        | 1951             | Caràcters en blanc sobre fons blau marí. "PRINCE EDWARD ISLAND" a baix, l'escut provincial i "1951" utilitzats com a separador.   | 12-345                              |                       | |
|        | 1952             | Caràcters en blanc sobre fons verd fosc. "PRINCE EDWARD ISLAND" a baix, l'escut provincial i "1952" utilitzats com a separador.   | Sense lema.                         | 12-345                | |
|        | 1953             | Caràcters en blau sobre fons groc. "PRINCE EDWARD ISLAND" a baix, l'escut provincial i "1953" utilitzats com a separador.         | Sense lema.                         | 12-345                | |
|        | 1954             | Caràcters en groc sobre fons blau. "PRINCE EDWARD ISLAND" a baix, l'escut provincial i "1954" utilitzats com a separador.         | Sense lema.                         | 12-345                | |
|        | 1955             | Caràcters en verd sobre fons blanc. "PRINCE EDWARD ISLAND" a dalt, l'escut provincial i "1955" utilitzats com a separador.        | Sense lema.                         | 12-345                | |
|        | 1956             | Caràcters en negre sobre fons groc daurat. "PRINCE EDWARD ISLAND" a baix, l'escut provincial i "1956" utilitzats com a separador. | Sense lema.                         | 12-345                | |
|        | 1957             | Caràcters en groc sobre fons blau marí. "PRINCE EDWARD ISLAND" a dalt, l'escut provincial i "1957" utilitzats com a separador.    | Sense lema.                         | 12-345                | |
|        | 1958             | Caràcters en vermell sobre fons blanc. "PRINCE EDWARD ISLAND" a baix, l'escut provincial i "1958" utilitzats com a separador.     | Sense lema.                         | 12-345                | |
|        | 1959             | Caràcters en platejat sobre fons blau cel. "PRINCE EDWARD ISLAND" a dalt, l'escut provincial i "1959" utilitzats com a separador. | Sense lema.                         | 12-345                | |
|        | 1960             | Caràcters en blanc sobre fons granat. "PRINCE EDWARD ISLAND" a baix, l'escut provincial i "1960" utilitzats com a separador.      | Sense lema.                         | 12-345                | |
|        | 1961             | Caràcters en carabassa sobre fons blanc. "PRINCE EDWARD ISLAND" a dalt, l'escut provincial i "1961" utilitzats com a separador.   | Sense lema.                         | 12-345                | |

### Models de 1962 fins avui dia
| Imatge | Data d'expedició       | Disseny | Lema                                                                  | Combinació utilitzada | Notes |
| ------ | ---------------------- | --- | --------------------------------------------------------------------- | --------------------- | --- |
|        | 1962-63                | Caràcters en blanc sobre fons blau marí. "PRINCE EDWARD ISLAND" a dalt i "62" dins un rectangle blanc a la dreta.                                                                                              | "GARDEN OF THE GULF" a baix.                                          | 12-345                | Revalidat pel 1949 amb una etiqueta platejada. |
|        | 1964-65                | Caràcters en blau sobre fons blanc. "PRINCE EDWARD ISLAND" a dalt i "64" dins un rectangle a la dreta. | "GARDEN OF THE GULF" a baix.                                          | 12-345                | Revalidada pel 1965 canviant el color de la caixa a groc. |
|        | 1966-68                | Caràcters en blanc sobre fons verd fosc. "PRINCE EDWARD ISLAND" a baix i "66" a dalt a l'esquerra. | "GARDEN PROVINCE" a dalt.                                             | 12-345                | Revalidada pel 1967 i 1968 amb un adhesiu a dalt a la dreta. |
|        | 1969-72                | Caràcters en blau marí sobre fons beige. "PRINCE EDWARD ISLAND" a baix i "69" a dalt a l'esquerra. | "GARDEN PROVINCE" a dalt.                                             | 12-345                | Es fabriquen també unes plaques experimentals amb el fons reflectant de color carabassa. revalidada pel 1970, 1971 i 1972 amb adhesius.                                                                                         |
|        | 1973-75                | Caràcters en vermell sobre fons blanc. "PRINCE EDWARD ISLAND" a baix i logotip "Pares de la Confederació" a l'esquerra.                                                                                        | "The Place To Be... In 73" a dalt.                                    | 12-345                | Premiada com a "Placa de l'any" a la millor matrícula nova de 1973 per l'Associació de Col·leccionistes de Matrícules d'Automòbils (ALPCA). Revalidada pel 1974 i 1975 amb adhesius.                                            |
|        | 1976-80                | Caràcters en blanc sobre fons blau marí. "PRINCE EDWARD ISLAND" a baix i "76" dins un rectangle blanc a la dreta.                                                                                              | "SEAT BELTS SAVE" a baix                                              | 12-345                | Revalidat pel 1977, 1978 i 1980 amb una etiqueta enganxada sobre el rectangle. |
|        | 1981-92                | Caràcters en verd sobre fons blanc reflectant. "PRINCE EDWARD ISLAND" a dalt, "CANADA" a baix i l'escut provincial en mig de la combinació.                                                                    | Sense lema.                                                           | ABC-123               | Només de la A a la T (excepte Q i S) s'utilitza com a primera lletra de la sèrie, i només de la A a la G (excepte D) s'utilitza com a segona lletra. Sèrie amb A com a segona lletra emesa primer i després per ordre aleatori. |
|        | 1993-97                | Caràcters en vermell sobre fons blanc reflectant. "PRINCE EDWARD ISLAND" a dalt i dibuix gràfic verd i vermell d'Anna de les Teules Verdes entre la combinació.                                                | "Home of Anne of Green Gables" a baix.                                | AB 123                | Codificació per comtat: Codi "K" pel comtat de Kings, "P" pel de Prince i "Q" pel de Queens (que utilitzava els formats de sèrie "Q1 234" i "QB C12" després "QZ 999".                                                          |
|        | 1997-2007              | Caràcters en verd sobre fons blanc reflectant. Imatge gràfica del pont de la Confederació a la part superior central, logotip de "Prince Edward Island" a baix i bandera nacional a la part inferior esquerra. | "Confederation Bridge" a dalt.                                        | AB 123                | Un segon model de placa amb la imatge de la Province House (edifici de l'assemblea legislativa) i el lema "Birthplace of Confederation" utilitzat amb les lletres N, V, i W.                                                    |
|        | 2007-09                | Caràcters en verd sobre fons blanc reflectant. Imatge gràfica d'uns molins de vent a l'esquerra i "Prince Edward Island" a dalt.                                                                               | "Canada's Green Province" i "www.peiplay.ca" a baix.                  | AB 123                | |
| \|     | 2013-22                | Caràcters en negre sobre fons blanc reflectant. Imatge gràfica de la Province House a l'esquerra i "Prince Edward Island" o "Île-du-Prince-Édouard" a dalt.                                                    | "Birthplace of Confederation" o "Berceau de la Confederation" a baix. | 12 3AB / A1 23B       | |
|        | Decembre 2022-avui dia | Caràcters en verd sobre fons blanc reflectant. "PRINCE EDWARD ISLAND" a dalt i "CANADA" a baix. | Sense lema.                                                           | 123 ABC               | |

## Altres tipus

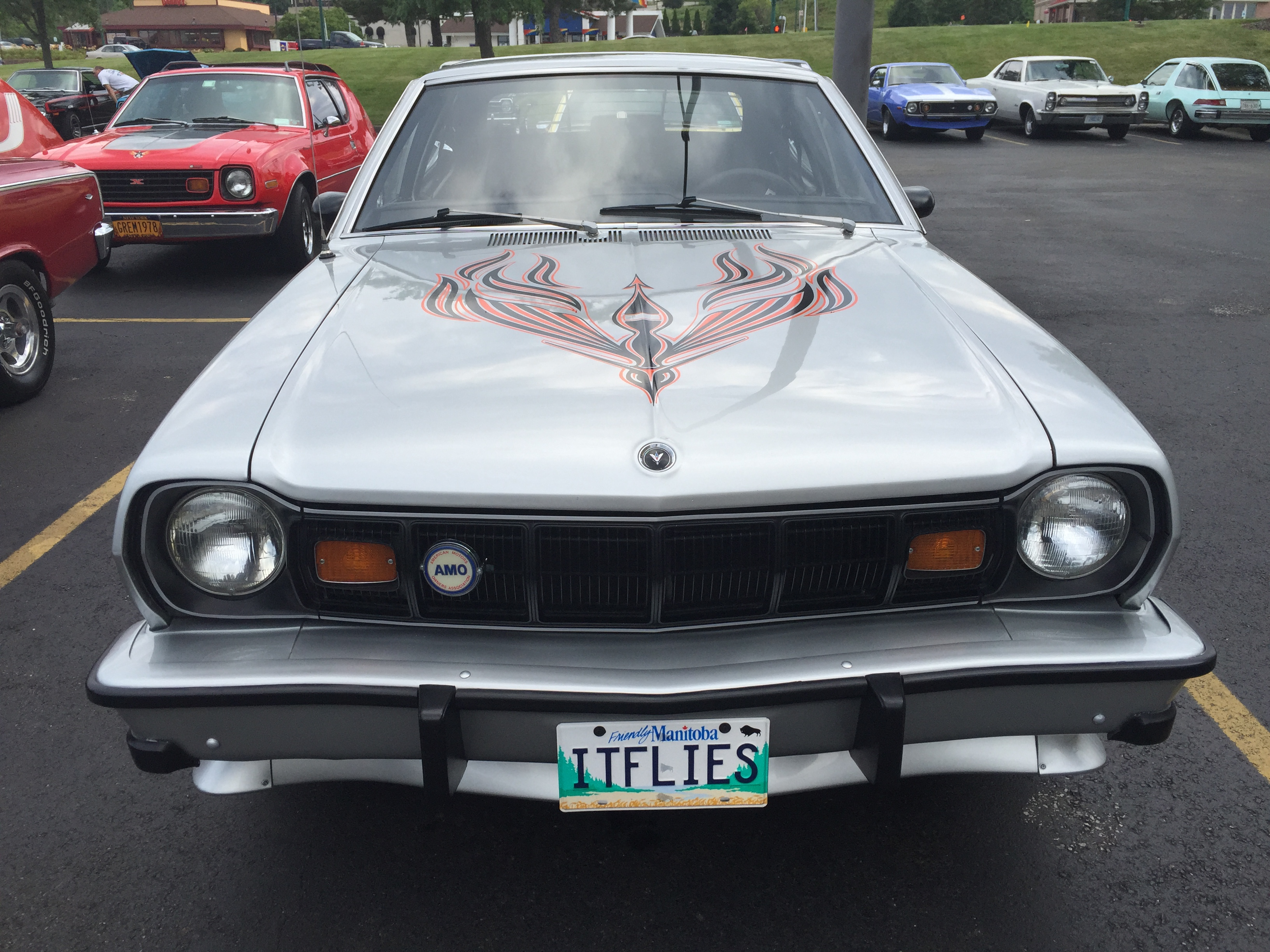
Matrícula personalitzada amb la combinació "ITFLIES".

### Personalitzades
La província també ofereix la possibilitat d'utilitzar matrícules personalitzades, amb un cost de 100 dòlars per vehicle. Les combinacions han de tenir com a mínim una xifra (0-9) o una lletra (A-Z) fins a un màxim de vuit caràcters (sis a les motocicletes) per les plaques sense imatge gràfica i màxim de sis caràcters (cinc a les motocicletes) per les plaques amb imatge gràfica. No s'admeten símbols (punts, guinets, etc). Els missatges o paraules han de ser socialment adequats.

### Especials
Actualment la província ofereix dos models, segons es tracti de la placa anglesa o la francesa, de matrícules especials: el model "Birthplace of Confederation"/"Berceau de la Confédération" i el "Canada's FOOD ISLAND"/"L'ÎLE DES DÉLICES du Canada". I també el model Conservation Plates fins a esgotar-ne les existències.
| Imatge | Tipus                                                   | Disseny | Data d'expedició | Combinació utilitzada | Notes |
| ------ | ------------------------------------------------------- | --- | ---------------- | --------------------- | --- |
|        | Birthplace of Confederation/Berceau de la Confédération | Placa amb imatge gràfica de la Province House a l'esquerra, per sobre d'ella cinc fulles d'auró vermelles i les banderes nacional i provincial a la part inferior esquerra i dreta respectivament. "Prince Edward Island" o "Île-du-Prince-Édouard" centrat a dalt. |                  | 12 3KA o 12 3JA       | Afegeix el lema "Birthplace of Confederation" (placa anglesa) o "Berceau de la Confédération" (placa francesa) centrat a baix. |
|        | Canada's FOOD ISLAND/L'ÎLE DES DÉLICES du Canada        | Placa amb el mateix disseny que les dels vegicles de passatgers, però amb el lema "Canada's FOOD ISLAND" o "L'ÎLE DES DÉLICES du Canada" amb una fulla d'auró centrat a baix.                                                                                       |                  | 123 ABC               | Afegeix el lema "Canada's FOOD ISLAND" (placa anglesa) o "L'ÎLE DES DÉLICES du Canada" (placa francesa) centrat a baix.        |
|        | Conservation Plates                                     | Placa amb el mateix disseny que la "Birthplace of Confederation", però amb la paraula "Conservation" sota el nom de la província i la imatge d'un animal a escollir (truita de riu, guineu, oca o gaig nord-americà)                                                |                  | 123                   | Afegeix el lema "Birthplace of Confederation" (placa anglesa) o "Berceau de la Confédération" (placa francesa) centrat a baix. |

### Vehicles elèctrics
Segueix el mateix disseny de la dels automòbils però amb els colors invertits, és a dir, els caràcters són blancs sobre fons verd. La combinació està formada per quatre xifres i les lletres "EV" (ex. 123 4EV), i les paraules "ELECTRIC VEHICLE" o "VÉHICULE ÉLECTRIQUE" a baix.

### Motocicletes
Segueix el mateix disseny de la dels automòbils però la combinació està formada per cinc caràcters si la placa porta l'escut províncial a l'esquerra o per sis si no el porta.

### Trailer
Utilitza el disseny de la placa especial "Birthplace of Confederation" però amb les lletres "TLR" en vertical a l'esquerra i una combinació de dues xifres, la lletra "T" i dues xifres més (ex. 12T 34).

### Vehicles històrics
Utilitza el disseny de la placa especial "Birthplace of Confederation" però amb una combinació formada per quatre xifres (ex. 1 234) i les parules "Vintage Cruises" sota el nom de la província.

### Moto de neu
Utilitza el disseny de la placa especial "Birthplace of Confederation" però amb les lletres "SN" en vertical a l'esquerra i una combinació de dues xifres, una "S" i una xifra més (ex. 12S3) per les plaques angleses. Les plaques franceses portes les lletres "MN" en vertical a l'esquerra i una combinació d'una xifra i tres lletres (ex. 1ABC).

### Concessionari
Els vehicles de concessionari utilitzen una placa de caràcters vermells sobre fons groc i amb una combinació formada per les lletres DLR seguida de quatre xifres (ex. DLR1234), la paraula "Dealer" centrada a la part inferior i "Prince Edward Island" a la superior.

### Radioaficionat
Els posseïdors d'una llicència de radioaficionat poden mostrar una placa que segueix el mateix disseny que la dels automòbils de passatgers, però amb una combinació de dues lletres, una xifra i dues lletres (ex. AB1CD), i les paraules "AMATEUR RADIO" (placa anglesa) o "RADIO AMATEUR" (placa francesa).